# استرلا
استرلا (انگلیسی: Estrela) شرکت اسباب‌بازی برزیلی است، که در سال ۱۹۳۷ تأسیس شد.